# محمود محمد طه
محمود محمد طه مفكر ومؤلف وسياسي سوداني (1909م -1985م). أسس مع آخرين الحزب الجمهوري السوداني عام 1945م كحزب سياسي يدعو لاستقلال السودان والنظام الجمهوري وبعد اعتكاف طويل خرج منه في أكتوبر عام 1951، أعلن مجموعة من الأفكار الدينية والسياسية سمى مجموعها بالفكرة الجمهورية. كان للعلماء من مختلف المذاهب مآخذ كثيرة على الفكرة الجمهورية، فعارضوها ورماه بعضهم بالردة عن الإسلام، وحكم عليه بها مرتين أُعدم في آخرهما في يناير 1985، في أواخر عهد الرئيس جعفر نميري. عُرف بين أتباعه ومحبيه بلقب "الأستاذ". ما زال الحزب الجمهوري ينشر فكره، وما زال معارضوه ينشرون الكتب والفتاوي المضادة.

## حياته الشخصية

### طفولته
ولد محمود محمد طه في مدينة رفاعة بوسط السودان في العام 1909م تقريبا، لوالد تعود جذوره إلى شمال السودان، وأم من رفاعة، حيث يعود نسبه إلى قبيلة الركابية من فرع الركابية البليلاب المنتسبين إلى الشيخ المتصوف حسن ود بليل من كبار متصوفة السودان. توفيت والدته – فاطمة بنت محمود - وهو لماّ يزل في بواكير طفولته وذلك في العام 1915م تقريبا، فعاش محمود وأخوته الثلاثة تحت رعاية والدهم، وعملوا معه بالزراعة، في قرية الهجيليج بالقرب من رفاعة، غير أن والده لمّ يلبث أن التحق بوالدته في العام 1920م تقريبا، فانتقل محمود وأخوانه للعيش بمنزل عمتهم.

### تعليمه
بدأ محمود تعليمه بالدراسة بالخلوة، وهي ضرب من التعليم الأهلي، حيث يدرس الأطفال شيئا من القرآن، ويتعلمون بعضًا من قواعد اللغة العربية، غير أن عمته كانت حريصة على الحاقه وإخوانه بالمدارس النظامية، فتلقى تعليمه الأوّلى والمتوسط برفاعة.
بعد اتمامه لدراسته الوسطى انتقل محمود في عام 1932م إلى الخرطوم، الواقع حينها تحت سيطرة الاستعمار البريطاني، وذلك للالتحاق بكلية غُردون التذكارية، حيث درس هندسة المساحة.

### أسرته
تزوج من آمنة لطفي عبد الله تنتمي لفرع الركابية الصادقاب، وقد كان زواجهما في أوائل الأربعينات من القرن الماضي. كان أول أبنائه محمد قد غرق في النيل عند رفاعة في حوالي عام 1954م، وهو لما يتعد العاشرة من عمره. وله بعد محمد بنتان هما أسماء، وسمية.

### حياته المهنية
تخرج محمود في العام 1936م وعمل بعد تخرجه مهندسًا بمصلحة السكك الحديدية، والتي كانت رئاستها بمدينة عطبرة. أظهر انحيازًا إلى العمال وصغار الموظفين، كما ساهم في الحركة الثقافية والسياسية بالمدينة من خلال نشاط نادى الخريجين، فضاقت السلطات الاستعمارية بنشاطه ذرعًا، فتم نقله إلى مدينة كسلا في شرق السودان في العام 1937م، تقدم باستقالته من العمل في عام 1941م، واختار أن يعمل في قطاع العمل الحر كمهندس ومقاول. عمل محمود مهندساً مدنياً لشركة النور والقوة الكهربائية في «الإدارة المركزية للكهرباء» 1952- م1954. وفي عام 1954م بدأ محمود في العمل الموسمي كمهندس في المشاريع الخاصة بمنطقة كوستي - مشاريع الطلمبات – كان يعمل كمقاول يقوم بالجانب الفني في المساحة وتصميم القنوات والتنفيذ علي الطبيعة. ترك محمود الهندسة نهائياً في عام 1966م وتفرغ تماماً للتأليف ونشر الفكرة الجمهورية.

## تأسيس الحزب الجمهوري
في يوم الجمعة 26 أكتوبر 1945م أنشأ محمود وثلة من رفاقه هم: عبد القادر المرضي، محمد المهدي المجذوب، يوسف مصطفى التّني، منصور عبد الحميد، محمد فضل الصديق، محمود المغربي، وإسماعيل محمد بخيت حبة، حزبًا سياسيًا أسموه (الحزب الجمهوري) برئاسة محمود الذي كتب بيانه الأول، حيث اقترح التسمية يوسف مصطفى التّني، إشارة لمطالبتهم بقيام جمهورية سودانية مستقلة عن دولتي الحكم الثنائي.

### دستور الحزب الجمهوري لعام1945م
و أصدروا كتاباً نشر باسم «السفر الأول» عرضوا فيه:
- نشاط مؤتمر الخريجين في السياسة والإصلاح، ثم انتقدوه ووصفوا المؤتمر بانعدام الفكر الحر
- دعا الحزب إلى الاستقلال كوسيلة لتحقيق الحرية
- وصفوا المدنية الغربية بأنها محاولة إنسانية نحو الكمال ومزاج بين الهدى والضلال فلم يدعوا إلى اعتناقها كلية أو اجتنابها كلية وانتقدوا كفرها بالله وبالإنسان ودعوا إلى استكمالها بإضافة البعد الروحي
- دعوا إلى زيادة النسل والاهتمام بصحة الأفراد والأطفال
- دعوا إلى الاهتمام بمواطني الجنوب وضمهم إلى ركب المدنية واستغلال أراضيهم الخصبة التي «يجوسون خلالها كالظلال»
- دعوا إلى العودة إلى الدين الحنيف إلى «أيام عمر العظيم» وذلك عن طريق التعليم
- دعوا إلى الاهتمام بالتعليم وإلى تخصيص تعليم مختلف للرجال عن للنساء
- وذكروا: «ورائد الحزب الجمهوري في اعتساف هذا الطريق هو الإيمان ـ الإيمان القوي الذي لا يتطرق إليه الوهن، بالله، وبأن الإسلام هو طريق النجاة للعالم أجمع، وبأن الشعب السوداني يملك أكثر من غيره، أسباب الرشد، وأسباب الإنابة»

ولم يرد في أدبيات الحزب آنئذ أية إشارة لأفكار محمود اللاحقة كالرسالة الثانية للإسلام أو الفكرة الجمهورية. وكان وزملاؤه أول من دعا للنظام الجمهوري في السودان حين دعى حزب الأمة إلى مملكة تحت التاج البريطاني والحزب الإتحادي إلى مملكة متحدة مع مصر.[بحاجة لمصدر]

### الإعتقال الأول يونيو1946م
تم استدعاء محمود ليمثل أمام السلطات بعد تصعيده للمعارضة لقانون منع الخفاض الفرعوني - الذي أصدره المجلس الاستشاري لشمال السودان - وانتشار المنشورات المعارضة للقانون بإمضاءات الجمهوريين. تم سجنه في شهر يونيو من عام 1946 لأنه رفض أن يوقع تعهداً بحسن السلوك والإقلاع عن التحدث في السياسة لمدة عام، قررت السلطات أن يقضي عاما في السجن على أن يتم الإفراج عنه متى ما أمضى على التعهد. لم يقض محمود العام المقرر له ولم يمض التعهد ونسبة لمقاومته لقوانين السجن من داخل السجن ولمقاومة الأخوان الجمهوريين من خارج السجن فقد خرج بعد خمسين يوماً بصدور عفو شامل عنه من الحاكم العام البريطاني.
وبذلك يعتبر محمود محمد طه أول سجين سياسي في الحركة الوطنية التي تمخضت عن مؤتمر الخريجين العام سنة 1938م.

### حادثة رفاعة سبتمبر 1946م
قاد محمود محمد طه حركة احتجاجية في رفاعة في سبتمبر 1946م احتجاجا على اعتقال السلطات لإمرأة أجرت الختان الفرعوني على طفلتها. وقد حشد محمود الناس بعد أن خطب فيهم لصلاة الجمعة ودعاهم للجهاد وخوفهم من تركه فقال:
"ليس هذا وقت العبادة في الخلاوي والزوايا أيها الناس.. وإنما هو وقت الجهاد، فمن قصر عن الجهاد، وهو قادر عليه، ألبسه الله ثوب الذل، وغضب عليه ولعنه..
أيها الناس: من رأى منكم المظلوم فلم ينصفه فلن ينصفه الله من عدو.. ومن رأى منكم الذليل فلم ينصره فلن ينصره الله على عدو.. ألا إن منظر الظلم شنع، ألا إن منظر الظلم فظيع، فمن رأى مظلوما لا ينتصف من ظالمه، ومن رأى ذليلا لا ينتصر على مذله، فلم تتحرك فيه نخوة الإسلام، وشهامة الإسلام إلى النصرة، والمدافعة، فليس له من الإيمان ولا قلامة ظفر."
فاعتقلته السلطات وحُكم عليه بالسجن لعامين.

## إعلان الفكرة الجمهورية
بدأ محمود اعتكافه في السجن وواصله بعد خروجه من السجن حيث أعتزل الناس برفاعة منذ عام 1948 حتى أكتوبر 1951. يذكر الجمهوريون ممارسته للصيام الصمدي في خلوته وهو الصيام المتواصل لسبعة أيام بلياليها بلا طعام أو شراب.

### دستور الحزب الجمهوري لعام 1951م
ثم أصدر أول كتب الفكرة الجمهورية بعنوان «قل هذه سبيلي» وأهداه إلى الإنسانية جمعاء. وقد قدم فيه:
- دستور الحزب الجمهوري
- انتقد الحضارة المادية الغربية ووصفها بالإفلاس
- دعا إلى مدنية جديدة يقيمها في السودان ثم تلفت نظر الإنسانية جمعاء
- دعا إلى مقاومة الاستعمار والعصيان المدني
- مدح الإشتراكية وعدالتها وطالب بالملكية العامة لوسائل الإنتاج وللتعاونيات
- طالب بالديمقراطية إلا أنه اشترط حداً أدنى للتعليم للحصول على حق الانتخاب
- بسط رؤيته للتعليم
- مطالبته بالمساواة بين المرأة والرجل
- ودعا إلى الوحدة بين الناس:«ولا تضم الصفوف الا إذا فكر الناس جميعا في شيء واحد، وأحبوا جميعا شيئا واحدا وسلكوا جميعا سبيلا واحدا»[7]

1955: صدر كتاب «أسس دستور السودان» وذلك قبيل استقلال السودان حيث نادى الأستاذ فيه بقيام جمهورية رئاسية، فدرالية، ديمقراطية، واشتراكية.
1958: في نوفمبر من نفس العام تم انقلاب الفريق عبود وقد تم حل جميع الأحزاب السياسية. كتب محمود خطابا لحكومة الرئيس إبراهيم عبود أرفق معه كتاب أسس دستور السودان وطالب فيه بتطبيق مقترح الجمهوريين بإقامة حكومة ديمقراطية، اشتراكية وفيدرالية وقد تم تجاهل ذلك الطلب. واصل نشر أفكاره في المنتديات العامة مما أزعج القوى الدينية والدعاة السلفيين.
1960م: صدر كتاب الإسلام ويعتبر هذا الكتاب هو الكتاب الأم للدعوة الإسلامية الجديدة. وقد صدر بعد منع عمل في المنتديات العامة ودور العلم بواسطة السلطات كما منعت كتاباته من النشر في الصحف العامة فاتجه إلى الندوات الخاصة فيما ازداد نشاط الدعاة السلفيين في تشويه أفكاره. فأخرج الكتاب لتصحيح التشويه.
1966م-1967م صدرت ثلاث من الكتب الأساسية وهي «طريق محمد» و«رسالة الصلاة» و«الرسالة الثانية من الإسلام».

## محاكمة الرّدة الأولى 1968م
في 18 نوفمبر 1968م حوكم محمود بتهمة الردة أمام محكمة الإستئناف العليا الشرعية. رفض محمود الامتثال لأمر الحضور للمحكمة التي حكمت عليه غيابيا بالردة عن الإسلام:
- الشاكيان: الأمين داود محمد وحسين محمد زكي[8]
- القاضي: توفيق أحمد الصديق.[8]
- نص الحكم: «بأنه مرتد عن الإسلام وأمرناه بالتوبة من جميع الأقوال والأفعال التي أدت إلى ردته»[8]
- مسوغات الحكم بالردة:
  1. دعوته إلى صلاة الأصالة (و اتهامه بترك الصلاة) التي نص قرار المحكمة على أنها «الصلاة التي لا يقلد فيها النبي صلى الله عليه وسلم» وأن «الإسلام لا يعترف إلا بصلاة واحدة هي التي تلقاها المسلمون عن رسول الله صلى الله عليه وسلم ومن يزعم انه اتصل مع الله ويترك هذه الصلاة فقد كفر ووجب حده».[8]
  2. قوله أن الزكاة ليست أصلاً في الإسلام ونص الحكم على «كون الزكاة أصلاً من أصول الإسلام الهامة علم من الدين بالضرورة ومن أنكر شيئاً علم من الدين ضرورة فقد كفر وارتد».[8]
  3. قوله أن «الجهاد ليس أصلاً في الإسلام» ونص الحكم على أن «الجهاد أصل من أصول الإسلام» علم من الدين بالضرورة و«من أنكر شيئاً علم من الدين ضرورة فهو كافر مرتد».[8]
  4. ويمضي الحكم فينطق بالمثل عن رأي محمود في المساواة بين الرجل والمرأة في الميراث، وبأنه كافر مرتد لأن «عدم المساواة المطلقة» بين الرجال والنساء «معلوم من الدين بالضرورة».[8]
  5. ومثل ذلك قوله بأن «الأصل في الإسلام السفور» وينص الحكم على أن «السفور ليس أصلاً في الإسلام» وأن ذلك «معلوم من الدين ضرورة».[8]
  6. اتهم بأنه قد دعى إلى «مذهب الحلول» وهو كما وصفته حيثيات الحكم «مذهب إلحادي معروف»[8]

أنظر كتاب بيننا وبين محكمة الردة https://www.alfikra.org/book_view_a.php?book_id=16

## محكمة الردة الثانية 1985م
أخرج الجمهوريون كتاب «الهوس الديني يثير الفتنة ليصل إلى السلطة» على أثره اُعتقل محمود ومعه ما يقرب الخمسين من الإخوة والأخوات الجمهوريين لمدة ثمانية عشر شهرا. في نفس هذا العام صدرت قوانين سبتمبر 1983 والمسماة «بقوانين الشريعة الإسلامية» فعارضها محمود والجمهوريون من داخل وخارج المعتقلات. وعندما خضع محمود محمد طه للمحاكمه، رفض التعاون مع سجانيه وكان يقول إنه لا يعترف بتلك القوانين.
ثم في 25 ديسمبر 1984م أصدر الجمهوريون منشورهم الشهير «هذا أو الطوفان» في مقاومة قوانين سبتمبر. أعتقل أربعة من الجمهوريين هم عبد اللطيف عمر حسب الله ومحمد سالم بعشر وتاج الدين عبد الرازق وخالد بابكر حمزة وهم يوزعون المنشور واعتقل محمود يوم السبت الموافق 5 يناير 1985 بأمر من وزير الشئون الجنائية محمد آدم عيسى وألحق بالمعتقلين الأربعة.

### قرار المحكمة الجنائية
قدموا للمحاكمة يوم 7 يناير 1985م أمام المحكمة الجنائية رقم 4 بأم درمان أمام القاضي حسن المهلاوي. كان محمود قد أعلن عدم تعاونه مع المحكمة في كلمة مشهورة، أدانت المحكمة محمود ورفاقه الأربعة تحت المواد التالية:
- المادة 96 ط من قانون العقوبات لسنة 1983: يعتبر مرتكب جريمة تقويض الدستور وإثارة الحرب ضد الدولة ويعاقب بالإعدام أو السجن المؤبد أو السجن أقل مع جواز التجريد من جميع الأموال أي شخص يذيع أو يكتب أو ينشر عمداً بأية وسيلة أخباراً أو بيانات كاذبة أو مغرضة حول الأوضاع الداخلية للبلاد بقصد تضليل الرأي العام أو إثارته ضد السلطة أو الإخلال بالأمن أو إثارة الفزع بين المواطنين أو إضعاف الثقة المالية للبلاد أو هيبة الحكومة.[8]
- المادة 96 ك من قانون العقوبات 1983: يعتبر مرتكب جريمة تقويض الدستور وإثارة الحرب ضد الدولة ويعاقب بالإعدام أو السجن المؤبد أو السجن أقل مع جواز التجريد من جميع الأموال أي شخص يحوز أو يعد أو يسهم في إعداد أي محرر أو مطبوع أو تسجيل يتضمن أخباراً كاذبة أو مغرضة حول الأوضاع الداخلية أو أي مادة أخرى تتضمن هجوماً على السلطة أو تحض على الثورة عليها أو إلى تنظيم أي عمل عدائي ضدها أو ضد مصلحة البلاد أو يحوز أداة لطبع أو تسجيل أو إذاعة أي شيء مما هو منصوص عليه في هذه الفقرة.[8]
- المادة 105 عقوبات لسنة 1983.[8]
- المادة 20 أ أمن الدولة لسنة 1983.[8]

فصدر الحكم بالإعدام ضده وضد الجمهوريين الأربعة بالإعدام شنقاً حتى الموت على أن يكون لهم الحق في التوبة والرجوع عن دعوتهم إلى ما قبل تنفيذ الحكم.

### محكمة الإستئناف الجنائية الخرطوم
قدمت المحكمة طلباً للفحص إلى محكمة الإستئناف الجنائية كما قدمت والدة المحكوم عليه تاج الدين عبد الرازق طلباً بالإسترحام. وبناء على ذلك نظرت محكمة الإستئناف القضية برئاسة القاضي المكاشفي طه الكباشي وعضوية محمد محجوب حاج نور ومحمد سر الختم ماجد.

#### الحيثيات
وقد أوردت المحكمة في قرارها الحيثيات التالية:
1. أكدت أن المتهمين يدعون «فهماً جديداً للإسلام»
2. أكدت على اعترافات المتهمين القضائية بمسئوليتهم عن المنشور ومطالبتهم بإلغاء قوانين سبتمبر.
3. استعرضت المحكمة قرار المحكمة الجنائية والمواد المبني عليها.
4. أيدت المحكمة قرار المحكمة الجنائية وناقشت التساؤلات الآتية:
  1. فرصة التوبة المذكورة في الحكم، لأن «التوبة ليس منصوصاً عليها في العقوبة المذكورة» في القانون . ثم بررتها بكونها من قبيل المسكوت عنه في القانون الذي يجوز لها الحكم به وفق المادة 3 من أصول الأحكام «لما لاحظت في المنشورات موضوع البلاغ وأقوال المتهمين من العبارات الكفرية الموجبة للردة فحكمت عليهم بالعقوبة الشاملة لحد الردة مع إعطائهم فرصة التوبة والرجوع إلى الصراط المستقيم».
  2. هل الردة معاقب عليها في القانون؟ وأجابت المحكمة بنعم بناء على المادة 3 من قانون الأصول القضائية التي تعطي حق الحكم في "الأمور المسكوت عنها بما هو ثابت بنصوص الكتاب والسنة وبالاجتهاد وفي ضوء الإجماع والقياس وغيره من مصادر الاستنباط" وبأن "حكم الردة ثابت بالسنة الصحيحة وبإجماع الجمهور الأعظم من علماء المسلمين عبر العصور. وبالمادة 485 الفقرة 3 من نفس القانون: "لا يمنع عدم وجود نص في هذا القانون من توقيع عقوبة شرعية حدية".
  3. هل كان فعل المتهمين يشكل ردة عن الدين؟ وأجابت المحكمة بنعم بناء على رأي «فقهاء المسلمين» في تعريف الردة وبناء على حكم محكمة الاستئناف الشرعية العليا في 18 نوفمبر 1968. ولخصت المحكمة حيثيات ذلك الحكم ووصفتها بالأمثلة التي «ساقها الشهود من العلماء الأفاضل».
  4. ذكرت المحكمة آراء عدد من «علماء الإسلام في السودان ومصر والسعودية» وعضدت قرارها بآرائهم وإن لم تسمهم.
  5. ذكرت المحكمة إعلان ردة محمود من قبل «عدد من المؤسسات الإسلامية المرموقة» وخصت منهم بالذكر«المجلس التأسيسي لرابطة العالم الإسلامي» و«مجمع البحوث الإسلامية» بمصر.
5. ذكرت المحكمة ما جاء في تقرير هيئة العلماء السودانية 1982م عن محمود محمد طه ووصفت أقواله بـ «الضلالات والأفكار الفاسدة».
6. أكدت المحكمة أن محمود «مرتد عن الدين ليس فقط ردة فكرية فردية، وإنما هو مرتد بالقول والفعل والسلوك داعية إلى الكفر معارض لتحكيم كتاب الله ليس فقط في السودان بل في سائر أنحاء الأرض». ثم تساءلت «فأي ضلال وأي كفر وأي حرب للدين أكبر من هذه؟» ووصفت محمود بأنه «على طريق مسيلمة وسجاح وأمثالهما من الدجالين الكذابين وليس على طريق الصادق المصدوق عليه أفضل الصلاة والسلام».
7. استخلصت المحكمة أن «قرار محكمة الموضوع بإدانة محمود محمد طه بمعارضة الدولة وأحكام الشرع معارضة تبلغ درجة الردة صحيح ظاهر الحجة قال تعالى» إن الذين يحادون الله ورسوله أولئك في الأذلين«فهو بهذا أهل للعقاب اللائق بأمثاله».
8. بالنسبة للمتهمين الأربعة الآخرين فقد نص قرار المحكمة على أنه وجب على المحكمة الأولى «أن توجه لهم تهمة الردة صريحة».
9. أمنت المحكمة على قرار المحكمة الأولى بالحكم على المتهمين الخمسة بالإعدام شنقاً حتى الموت. وذكرت أن «العقوبة بهذه الحيثية صحيحة ظاهرة الحجة». فيما بتعلق بمحمود وأنه «ليست هنالك شبهة في الشرع أو القانون يمكن أن تدرأ عنه القتل».
10. قررت المحكمة أن المادة 247 من قانون الإجراءات الجنائية التي توقف تنفيذ عقوبة الإعدام على المسن الذي جاوز السبعين من عمره، لا تنطبق على الحدود.

#### قرار المحكمة
قررت المحكمة:
1. تأييد الإدانة والعقوبة بالإعدام شنقاً حتى الموت حداً وتعزيراً على المحكوم عليه محمود محمد طه على ألا يصلى عليه ولا يدفن في مقابر المسلمين وتكون أمواله فيئاَ للمسلمين بعد قضاء دينه وما عليه من حقوق.
2. تأييد الإدانة والعقوبة على المحكوم عليهم الأربعة الآخرين بالإعدام شنقاً حتى الموت حداً على أن يمهلوا مدة شهر كامل بغرض التوبة والرجوع إلى حظيرة الدين الإسلامي اقتداءً بما قضى به أمير المؤمنين علي بن أبي طالب وينتدب لهم طائفة من علماء المسلمين لمراجعتهم.
3. اعتبار طائفة الجمهوريين طائفة كافرة ومرتدة وتعامل معاملة طوائف الكفر في كافة المعاملات.
4. مصادرة كل كتب ومطبوعات محمود محمد طه وكتب الجمهوريين من جميع المكتبات بغرض إبادتها مع منع تداولها وطبعها في كافة المطابع.
5. حظر نشاط وتجمعات الجمهوريين في كافة أنحاء البلاد.
6. رفع الأوراق لرئيس الجمهورية للتأييد.

### الإعدام
أيّد الرئيس جعفر نميرى الحكم ونفّذ في صباح الجمعة 18 يناير 1985.

### المحكمة الدستورية 1986م
في 25 فبراير 1986م تقدمت أسماء محمود محمد طه بطعن دستوري طالبت فيها بإعلان بطلان إجراءات محاكمة المواطن محمود محمد طه (والد المدعية) تلك الإجراءات التي انتهت بالحكم عليه بالإعدام وتنفيذه ولأنها أدت إلى إهدار حقوقه الدستورية المنصوص عليها في الدستور الدائم (الملغى) لسنة 1973م والدستور المؤقت لسنة 1985م واللذين أكدا على تلك الحقوق استناداً إلى ما نص عليه الإعلان العالمي لحقوق الإنسان.

#### حجج الإدعاء
استطاعت المحكمة أن تستخلص الحجج التي أثارتها هيئة الإدعاء لإثبات مخالفة إجراءات المحاكمة لنصوص الدستور:
1. أن تعيين قاضي الموضوع كان باطلاً لعدم استيفائه لشروط المواد 20 إلى 29 شاملة من قانون الهيئة القضائية لسنة 1405هـ بما يترتب عليه بطلان الحكم الصادر منه وذلك أن المادة 16 (أ) من قانون الهيئة القضائية لسنة 1405هـ وأن كانت تجيز لرئيس الجمهورية السابق سلطة تكوين محاكم جنائية، إلا أنها حجبت عنه سلطة تعيين القضاة الجالسين بها.[9]
2. أن قاضي الموضوع وأن كان قد وضع المادة (3) من قانون أصول الأحكام القضائية لسنة 1983 كتهمة، إلا أنه لم يوجه صراحة تهمة الردة إلى المتهمين أمامه وإنما استخلصها انصياعاً لرغبة الرئيس السابق وذلك بأنه رغم استناده إلى نصوص قانون العقوبات وقانون أمن الدولة، فقد منح المتهمين مهلة للتوبة إلى ما قبل تنفيذ الحكم.[9]
3. أن قاضي الموضوع قد نصب من نفسه مشرعاً حينما أشار إلى تهمة تحت المادة (3) من قانون أصول الأحكام القضائية لسنة 1983م رغم أن ذلك القانون ليس بقانون عقابي ويخلو من أية نصوص تجرم أفعالاً أو تضع لها عقوبات.[9]
4. أنه قد تم العثور على مذكرة مدسوسة بالمحضر صاغها شخص مجهول ليستعين بها قاضي الموضوع في إصدار حكمه مما يتبين منه أن هنالك أكثر من جهة كانت تسعى لصياغة حكم المحكمة على نمط معين وكتدبير إجرامي للوصول إلى إعدام المتهمين.[9]
5. أن تكوين محكمة الاستئناف الجنائية بواسطة رئيس الجمهورية السابق كان إجراء غير قانوني وباطلاً إذ قصرت المادة 16 (أ) من قانون الهيئة القضائية لسنة 1405هـ سلطاته في تكوين المحاكم الجنائية دون محكمة الاستئناف التي تستمد صحة تكوينها من المادة 18 من ذلك القانون.[9]
6. أن تشكيل محكمة الاستئناف الجنائية من ثلاثة قضاة كان يتعارض وصريح المادة 11(هـ) من قانون الهيئة القضائية قاضي فرد.[9]
7. أنه يترتب على تكوين وتشكيل محكمة الاستئناف على النحو السالف بيانه بطلان الحكم الصادر منها.[9]
8. أن محكمة الاستئناف التي كونها رئيس الجمهورية السابق وعين قضاتها بقرار جمهوري لم تكن مختصة بسلطة تأييد أحكام الإعدام وإنما كان الاختصاص بذلك ينعقد للمحكمة العليا وحدها عملاً بنص المادة (234) من قانون الإجراءات الجنائية لسنة 1983م وعليه فإن تأييد رئيس الجمهورية لحكمها كان باطلاً حيث لا يرقى ذلك القرار إلى مرتبة التشريع من جانب كما وليست له قوة إلغاء سلطات المحكمة العليا من جانب آخر وبذلك فإن ما أسبغه من اختصاص على محكمة الاستئناف لا يجرد النصوص الواردة في قانوني العقوبات والإجراءات الجنائية لسنة 1983 من قوة إلزاميتها أو يحول دون وجوب تطبيقها.[9]
9. إن تنفيذ حكم الإعدام قبل تأييده من جانب المحكمة العليا يتطابق وجريمة القتل العمد لما يشكله ذلك من إهدار واضح وصريح لنص المادة (246) من قانون الإجراءات الجنائية لسنة 1983م.[9]
10. أن تنفيذ حكم الإعدام على والد المدعية الأولى، رغم تجاوز عمره للسبعين عاماً، كان فعلاً مخالفاً لنص المادة (247) من قانون الإجراءات الجنائية لسنة 1983 وأنه لا مجال للتجاوز عن الالتزام بتطبيق هذا النص بحجة الإستناد إلى قانوني أصول الأحكام القضائية لسنة 1983 حيث أنه نص صريح لا يحتمل أي تفسير مغاير أو تأويل.[9]
11. أنه وبالرغم من أن قانون العقوبات لسنة 1983م يتضمن في نصوصه ما يسمى بجريمة الردة وهي جريمة إن صحت لم توجهها محكمة الموضوع إلى المواطن محمود محمد طه وإنما استحدثتها محكمة الاستئناف بالاستناد أولاً إلى قانون أصول الأحكام القضائية لسنة 1983، وثانياً إلى أقوال المتهم الأول في يومية التحري وأفكاره المعروفة وإلى حكم غيابي صدر ضده عام 1968 من محكمة شرعية غير مختصة باصداره وإلى أقوال من أسمتهم محكمة الاستئناف بعلماء الإسلام في السودان وغيره من البلاد العربية، وكان على محكمة الاستئناف في هذه الحالة أما أن تعيد الأوراق إلى محكمة الموضوع لإعادة المحاكمة في ضوء هذه التهمة أو أن تمارس بنفسها إجراءات إعادة المحاكمة.[9]
12. أنه وبفرض أن الحكم الغيابي الصادر من المحكمة الشرعية في 1968م كان صحيحاً، فإن محاكمة المواطن محمود محمد طه للمرة الثانية تشكل مخالفة صريحة لنص المادة 218 (1) من قانون الإجراءات الجنائية لسنة 1983 والتي لا تجوز محاكمة المتهم للمرة الثانية عن جريمة أدين فيها أو برئ منها، كما وأن ذلك ينطوي على إهدار كامل لنص المادة (71) من دستور عام 1983 الذي كان سارياً وقتها وهي المادة التي لا تجيز محاكمة شخص مرتين عن فعل جنائي واحد.[9]
13. أن جميع الأوامر التي أصدرتها محكمة الاستئناف كعدم الصلاة على جثمان المواطن محمود محمد طه وعدم دفنه بمقابر المسلمين ومصادرة كل كتبه ومطبوعاته واعتبار أمواله فيئاً للمسلمين. بحيث صودر منزله لصالح الدولة كلها تنطوي على عقوبات ليس لها مكان في قانون العقوبات كما وأنها تتعارض مع حقوقه الشرعية.[9]
14. أن محاكمة المواطن محمود محمد طه بجريمة سميت بجريمة الردة تعد انتهاكاً لحق المتهم الدستوري المكفول له بموجب المادة (70) من دستور عام 1983م والتي تنص على عدم جواز معاقبة أي شخص عن جريمة ما لم يكن هنالك قانون يعاقب عليها وقت ارتكابها، وهو وحق أكدته المادة (7) من الدستور الانتقالي لسنة 1985.[9]
15. أن محكمة الاستئناف بقيامها بدور الاتهام تكون قد فقدت حيدتها ونزاهتها واستقلاليتها مهدرة بذلك أحكام المادتين 61 و 185 من دستور عام 1973م.[9]
16. أن رئيس الجمهورية السابق قد نصب نفسه كجزء من السلطة القضائية وأجرى محاكمة جديدة للمواطن محمود محمد طه وذلك لما اشتمل عليه بيانه الصادر بتأييد الحكم من وقائع تشير إلى أنه كان يمارس سلطات قضائية وليس عملاً من أعمال السيادة، إذ نص البيان صراحة على أن قرار التأييد قد بُني بعد دراسة لمحضر القضية وبيناتها ومستنداتها مستعيناًَ بالله وكتب الفقه والقانون وهو ما يشكل تغولاً صارخاً على اختصاصات  السلطة القضائية والتي قرر لها الدستور استقلالاً كاملاً عن بقية السلطات.[9]
17. أن محكمة الموضوع رغم عدم إشارتها في الحكم الابتدائي إلى أية مستندات مرفقة بمحضر الدعوى الجنائية إلا أنه يتضح من بيان رئيس الجمهورية السابق أن محكمة الاستئناف قد قامت بدس مستندات بذلك المحضر لم تكن معروضة أمام محكمة الموضوع مما يشكل تزويراً للمحضر.[9]
18. أنه لا سند في أي قانون ساري المفعول لانعقاد جلسة 19/1/1985 والتي تلت إجراءات الاستتابة وأن قانون العقوبات أو أي قانون آخر لا يتضمن العقوبات والأوامر والأحكام التي أصدرتها محكمة الموضوع في تلك الجلسة.[9]
19. أن ما كان يقوم به المواطن محمود محمد طه من نشاط لم يكن إلا ممارسة لحقه الدستوري في التعبير عن عقيدته وفكره ورأيه بالطرق السلمية دون أن يشهر سلاحاً في وجه أحد أو يقهر إنساناً على قبول عقيدته وأن محاكمته على ذلك النشاط يشكل إهداراً لأهم حقوقه الأساسية والدستورية ومن ثم تكون محاكمته مع غيره من المتهمين باطلة وغير دستورية لمخالفتها لأحكام المادتين 47 و 48 من دستور عام 1973 والتي تكفل الأولى منها للمواطن حرية العقيدة والتعبير وأداء الشعائر الدينية دون إخلال بالنظام العام أو الآداب في حين تكفل الثانية حرية الرأي والحق في التعبير عنه ونشره بالكتابة والخطابة. وتقول هيئة الإدعاء بأن الدستور الانتقالي لسنة 1985 قد تبنى الحقوق الواردة في هاتين المادتين وذلك بالنص عليهما في المادتين (18) و (19) منه.[9]

بناء على كل ما تقدم ذكره من حجج وأسانيد ترى هيئة الإدعاء أن والد المدعية الأولى قد نال محاكمة جائرة وعلى خلاف متطلبات القانون وذلك لأسباب أساسية وهي بطلان قرار تعيين قضاة محكمة الموضوع والاستئناف وعدم صحة تشكيل محكمة الاستئناف وانفرادها بسلطة التأييد ولخلو القانون العقابي مما يسمى بجريمة الردة ولانتفاء أي مسوغ قانوني لتقديم والد المدعية للمحكمة بتهمة التعبير عن الرأي فضلاً عن إغفال محكمتي أدنى درجة لكل ضمانات التقاضي مما يرقى إلى مرتبة الإهدار الكامل للحقوق الدستورية التي كفلتها المادة (64) من دستور عام 1973.

#### رد النائب العام
جاء رد النائب العام على النحو التالي:
1. نعترف بأن المحاكمة لم تكن عادلة ولم تتقيد بإجراءات القانون.
2. أن المحاكمة إجهاض كامل لعدالة القانون.
3. لا نرغب في الدفاع إطلاقاً عن تلك المحاكمة.

رفضت المحكمة رد النائب العام لأنه جاء مقتضباً وعاماً وأمرته بأن يقدم رداً على عريضة الإدعاء ورفضت طلب الإدعاء بإصدار حكم على التراضي. ثم تقدم النائب العام بمذكرة دفاع معدلة أقر فيها بما جاء في الفقرات الأولى والخامسة والسابعة والثامنة والتاسعة فيما عدا الرسوم والأتعاب من عريضة الدعوى. وبالنسبة للفقرات الثانية والثالثة والرابعة فقد أنكر علمه بما ورد فيها كما أنكر الفقرة السادسة جملة وتفصيلاً.
وتجدر الإشارة أيضاً إلى أن النائب العام قد أقر بالدعوى في كافة تفاصيلها، إلا أن المحكمة قد أعلنت في وضوح قرارها في عدم سلامة التعويل على تلك الإقرارات أو ترتيب آثار مطلقة عليها. لأن طبيعة الدعوى، بما تثيره من مسائل دستورية وقانونية، تجعل الفصل فيها من صميم اختصاصات المحكمة والتي تضطلع بها بمعزل عن إقرارات وآراء  الخصوم أو ممثليهم.

#### حيثيات قرار المحكمة
1. ناقشت المحكمة حق المدعين في القيام بالدعوى وأقرته.[9]
2. ناقشت المحكمة تشكيل المحكمة الجنائية رقم (4) التي أصدرت حكم الإعدام وخلصت إلى أنه مخالف للقانون بصورة شكلية ينبغي عدم إضفاء وزن عليه.[9]
3. ترى المحكمة أنه وعلى الرغم مما شاب إجراءات المحكمة الجنائية من أخطاء بدأت بتعيين القاضي الجالس فيها، والاضطراب الذي اعتور محضر المحاكمة في الشكل وفي المضمون على حد سواء، فإنها لا ترى في ذلك ما يرقى إلى إهدار ظاهر وكامل لأي حق دستوري لأي من المدعيين.[9]
4. تبينت المحكمة من مطالعة إجراءات محكمة الاستئناف، أنها انتهجت نهجاً غير مألوف وأسلوباً يغلب عليه التحامل مما جعل الاطمئنان إلى عدالة حكمها أمراً غير ميسور وعرضة للمعايير السياسية التي لا شأن لها بالأحكام القضائية.[9]
5. لا ترى المحكمة الدستورية في خروج تشكيل محكمة الإستئناف عن النهج السائد حيئذ في تكوين المحاكم من قاض فرد ما يبطل ذلك التشكيل إذ أن المتصور في الظروف العادية أن يكون في زيادة عدد القضاة الجالسين في المحكمة الواحدة ما يضفي ضماناً إضافياً لفرص العدالة.[9]
6. ترى المحكمة أن محكمة الاستئناف وخلافاً لكل ما كان مأمولاً في تشكيلها، انحدرت إلى درك من الإجراءات المستحدثة انتهت بها في نهاية الأمر إلى إصدار حكم جديد لا صلة له بالحكم الذي عرض عليها للتأييد.
7. ترى المحكمة أن محكمة الاستئناف اشتطت في ممارسة سلطتها على نحو كان يستحيل معه الوصول إلى حكم عادل تسنده الوقائع الثابتة وفقاً لمقتضيات القانون.[9]
8. لم تجد المحكمة سندا لادعاء محكمة الاستئناف أن المتهمين يدعون فهماً جديداً للإسلام. مما يكشف عن حقيقة واضحة هي أن المحكمة قد قررت منذ البداية أن تتصدى بحكمها لفكر المتهمين وليس لما يطرح أمامها من إجراءات قامت على مواد محددة في قانوني العقوبات وأمن الدولة.[9]
9. وصفت المحكمة حكم محكمة الإستئناف بالردة بأنه قد تجاوز كل قيم العدالة سواء ما كان منها موروثاً ومتعارفاً عليه، أو ما حرصت قوانين الإجراءات الجنائية المتعاقبة على النص عليها صراحة، أو انطوى عليه دستور 1973م (الملغى) رغم ما يحيط به من جدل.[9]
10. ترى المحكمة أن محكمة الإستئناف قد أخطأت فيما ذهبت إليه من أن المادة 3 من قانون أصول الأحكام لسنة 1983 كانت تبيح لها أو لأي محكمة أخرى توجيه تهمة الردة. فالجريمة «المسكوت عنها» في قانون العقوبات فيما قالته محكمة الاستئناف غير مسكوت عنها في المادة 70 من الدستور الملغى إذ أن تلك المادة كانت تقرأ كما يلى: «لا يعاقب شخص على جريمة ما إذا لم يكن هناك قانون يعاقب عليها قبل ارتكاب تلك الجريمة..» ومؤدى ذلك أنه ما لم يكن هناك قانون يجرم الفعل وقت ارتكابه فإنه لا مجال لاعتبار الفعل جريمة.[9]
11. أن تطبيق المادة 3 من قانون أصول الأحكام وفي مرحلة التأييد بإضافة تهمة جديدة لم يتم توجيهها في مرحلة المحاكمة يضيف عيباً جديداً هو أن اشتطاط المحكمة لا يكون قد وقف عند حد إغفال التقاليد القضائية التي سادت هذه البلاد عبر السنين الطويلة فحسب وإنما أيضا يكون قد امتد إلى مخالفة النصوص الصريحة لقانون الإجراءات الجنائية الذي يحكم إجراءات التأييد إذ لا سند في المادة 238 من ذلك القانون التي تحدد سلطات جهة التأييد لما اتخذته محكمة الاستئناف من إجراء.[9]
12. أن محكمة الاستئناف لم تكن عابئة فيما يبدو بدستور أو قانون إذ أنها جعلت من إجراءات التأييد التي ظلت تمارسها المحاكم المختصة في سماحة وأناة وبغرض مراجعة الأحكام مراجعة دقيقة وشاملة، محاكمة جديدة قامت فيها المحكمة بدور الخصم والحكم بما حجبها عن واجبها.[9]
13. وجب على محكمة الإستئناف - حتى بفرض صحة توجيه تهمة جديدة في هذه المرحلة - أن تعيد الإجراءات مرة أخرى لمحكمة أول درجة لإعادة المحاكمة بموجب التهمة الجديدة وذلك فيما تقضي به المادة 238 (هـ) من القانون أو أن تتجه إلى سماع المحكوم عليهم بنفسها وفاءً بواجبها في ذلك بموجب المادة 242 من القانون ذاته، التي وان كانت ترد في صيغة سلطة تقديرية إلا أنها تأخذ شكل الإلزام عندما يكون السماع ضرورياً ولا ضرورة توجب السماع أكثر من أن يكون الحكم الذي تقرر المحكمة إصداره بالردة عقوبتها الإعدام.[9]
14. كان منهج محكمة الاستئناف أكثر غرابة حين استندت في حكمها على مسائل ليس من شأنها أن تقوم الأدلة التي يجوز قبولها قانوناً. ومن ذلك ما أشارت إليه تلك المحكمة من الأقوال «المعروفة للناس عامة» والأفعال «الفكرية الظاهرة» في ترك الصلاة وعدم الركوع أو السجود.. وما إلى ذلك مما لا يتعدى في أحسن حالاته الأقوال النقلية والعلم الشخصي وليس في أي منها ما يرقى إلى الدليل المقبول قانوناً (المادتين 26 و35 من قانون الإثبات لسنة 1983).[9]
15. تعدت محكمة الإستئناف إلى الاستدلال بقرارات وآراء جهات لا سند في القانون للحجية التي أضفتها المحكمة على إصدارتها.[9]
16. ترى المحكمة أن الحكم في عام 1968م لا يقوم مقام الحكم الجنائي بالردة.[9]
17. أن إجراءات محكمة الاستئناف الجنائية في إصدار حكم الردة في مواجهة محمود محمد طه ورفاقه كانت وللأسباب التي سبق تفصيلها، جاحدة لحقوق دستورية وقانونية شرعت أصلاً لكفالة محاكمة عادلة.[9]
18. ما صدر من رئيس الجمهورية السابق عند التصديق على الأحكام فإن يكفي لوصفه أن نقرر أنه مجرد من أي سند في القوانين والأعراف ولا نرى سبباً للاستطراد فيه بأكثر من ذلك ما فيه من تغول على السلطات القضائية فقد كاد أن يعصف بها كلها من قبل على أنه ومن وجهة النظر القانونية البحتة، فإنه ولما كان من الجائز قانوناً للرئيس السابق أن يصدر قراره في تأييد حكم الإعدام دون إبداء سبب لذلك، فإن استرساله في الحديث على الوجه الذي كشف عنه البيان المعروف والمدون، لا يعدو أن يكون تزيداً لا أثر له في تقويم الحكم الذي تصدى لتأييده.[9]

#### قرار المحكمة
قررت المحكمة ما يلي:
1-    إعلان بطلان الحكم الصادر في حق المواطنين.
محمود محمد طه والمدعي الثاني في هذه الدعوى من المحكمة الجنائية ومحكمة الاستئناف.
2-    إلزام المدعيين برسوم وأتعاب المحاماة في هذه الدعوى.
ووقع عليه محمد ميرغني مبروك، رئيس القضاء و رئيس الدائرة الدستورية وكل من زكي عبد الرحمن وفاروق أحمد إبراهيم ومحمد حمزة الصديق قضاة المحكمة العليا وأعضاء الدائرة الدستورية.

## فكره ودعاوي تكفيره
بنى محمود فكرته على أساس صوفي عارضه الكثيرون من معارضي الفكر الصوفي واتهموه بالغلو في التصوف واتهموه بالردة بل وصنفوا الكتب في الرد على الفكرة الجمهورية والتحذير منها.

### الإنسان الكامل
أخذ على محمود كلامه عن الإنسان الكامل وبأنه يقول بوحدة الوجود. حيث يقول في إحدى رسائله:
" يقوله [الله] الذي هو الإنسان الكامل.. الإنسان الذي ليس بينه وبين ذات الله المطلقة أحد وهو بين الذات وبين سائر الخلق"

### الأخذ عن الله مباشرة
أخذ على محمود إدعاؤه بالتلقي من الله مباشرة بلا واسطة حيث قال محمود في رد على سؤال في كتابه «أسئلة وأجوبة» الصادر في 1971م:
«وأنت تسأل:» كيف أعرف شريعتي التي أوتاها من الله بدون واسطة؟«والجواب: إنك لن تعرف، قبل أن تبلغ مشارف الفردية، بتفريد التوحيد.»

### إتهامات الردة
بنى معارضوه تهم الردة ضد محمود محمد طه على إتهامات عديدة:
- إتهامه بإدعاء الألوهية
- إتهامه بإدعاء انه النبي الثاني للإسلام [16]
- إتهامه بإدعاء أنه نبي الله عيسى [16]
- إتهامه بإنكار المعلوم من الدين بالضرورة: كالزكاة والجهاد والطلاق وصلاحية الشريعة للقرن العشرين واستدامة عذاب النار [11]
- إتهامه بسوء الأدب مع الله [11]
- إتهامه بإنكار الشهادتين

### فتاوي ردة محمود محمد طه
- المجلس التأسيسي لرابطة العالم الإسلامي: في 5 ربيع أول 1395هـ بردته وأنه يجب على المسلمين أن يعاملوه معاملة المرتدين [11]
- مجمع البحوث الإسلامية بالأزهر: كلام محمود كفر صراح لا يصح السكوت عليه في 5 يونيو 1972م [11]
- المحاكم السودانية: حكم عليه بالردة في 1968م من المحكمة الشرعية ثم يناير 1985 التي اعدم فيها[11]
- جماعة علماء السودان
- جامعة أم درمان الإسلامية.[17]
- الندوة العالمية للشباب الإسلامي[13]

### معارضو محمود محمد طه
عارضه ورد عليه الكثيرون وذهب بعضهم إلى تكفيره في حين وقف آخرون دون ذلك. ومن معارضيه:
- جعفر شيخ إدريس [18]
- عبد الحي يوسف
- حسن محمد زكي: المدعي الثاني في محاكمة 1968م وصنف كتاب «القول الفصل في الرد على مهازل محمود محمد طه»
- شوقي بشير عبد المجيد: وكتب «منهج الجمهوريين في تحريف القرآن الكريم» 1986م
- عبد الجبار المبارك مؤلف «الفكرة الجمهورية في الميزان»
- النور محمد أحمد وكتب «الفكر الجمهوري تحت المجهر» [16]

## من مؤلفاته
1. الرسالة الثانية من الإسلام
2. رسالة الصلاة
3. طريق محمد
4. مشكلة الشرق الأوسط
5. التحدى الذي يواجه العرب
6. تطوبر شريعة الأحوال الشخصية
7. لا اله الا الله
8. من دقائق حقائق الدين
9. زعيم جبهة الميثاق في ميزان: 1) الثقافة الغربية 2) الإسلام
10. القرآن ومصطفى محمود والفهم العصرى
11. اسس دستور السودان
12. الإسلام
13. الدستور الإسلامى نعم ولا
14. الإسلام برسالته الأولى لا يصلح لانسانية القرن العشرين
15. بيننا وبين محكمة الردة
16. أسئلة وأجوبة - الكتاب الأول
17. خطوة نحو الزواج في الإسلام
18. أسئلة وأجوبة - الكتاب الثانى
19. الثورة الثقافية
20. تعلموا كيف تصلون
21. رسائل ومقالات - الكتاب الأول
22. رسائل ومقالات - الكتاب الثانى
23. الله نور السموات والأرض
24. الإسلام وانسانية القرن العشرين
25. الماركسية في الميزان
26. أضواء على شريعة الأحوال الشخصية
27. الإسلام والفنون
28. الدعوة الإسلامية الجديدة
29. الدين والتنمية الاجتماعية